# Theodorus Gaza

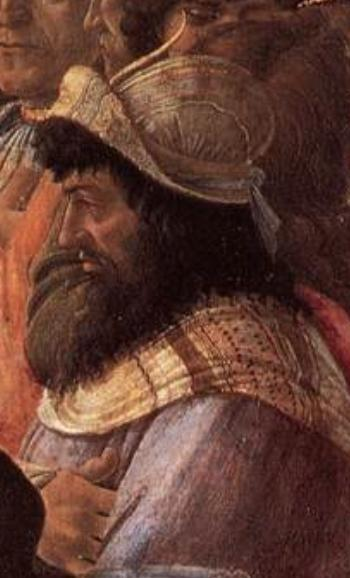
Theodorus Gaza

Theodorus Gaza (Grieks: Θεόδωρος Γαζής, Theodoros Gazes) (1400-1475) was een van de Griekse geleerden die de leiders waren van de herleving van geleerdheid in Constantinopel in de 15e eeuw. Hij werd geboren in Thessaloniki.
Bij de inname van zijn geboortestad door de Turken in 1430 vluchtte hij naar Italië. Tijdens een driejarig verblijf in Mantua verwierf hij snel degelijke kennis van het Latijn, dankzij het onderwijs van Vittorino da Feltre, hem ondertussen ondersteunend met lessen Grieks, en door manuscripten van de oude schrijvers uit de klassieke oudheid te kopiëren.
In 1447 werd hij hoogleraar Grieks aan de onlangs opgerichte Universiteit van Ferrara, waarnaar de studenten in groten getale uit alle delen van Italië door zijn bekendheid als leraar werden aangetrokken. Hij nam eveneens deel aan de concilies in Siena (1423), Ferrara (1438) en Florence (1439), met het doel om een verzoening tussen de Griekse en Romeinse Kerken te bewerkstelligen. In 1450 kwam hij op uitnodiging van Paus Nicolaas V naar Rome, waar hij enkele jaren verbleef en zich toelegde op het maken van vertalingen van Aristoteles en andere Griekse auteurs.
Na de dood van Nicolaas (1455), wat het onmogelijk maakte nog langer in Rome te wonen, verhuisde Gaza naar Napels, waar hij bescherming kreeg van koning Alfons de Grootmoedige Alfons V van Aragón. Kort na zijn vertrek daar verwierf hij met hulp van kardinaal Bessarion een prebende in Calabrië, waar hij zijn laatste jaren doorbracht, en waar hij tevens stierf in 1475. 
Gaza stond hoog in aanzien bij het merendeel van zijn tijdgenoten, maar nog steeds stond hij hoger in aanzien bij de geleerden van de volgende generatie. Zijn Griekse grammatica (in vier boeken), geschreven in het Grieks, werd als eerst gedrukt in Venetië in 1495, en gedeeltelijk vertaald door Erasmus in 1521. Hoewel gebrekkig, met name het gedeelte over syntaxis, was het lange tijd een belangrijk handboek. Zijn vertalingen in het Latijn zijn zeer talrijk, en omvatten onder andere:
- Problemata, de partibus animalium en De generatione animalium van Aristoteles
- Historia plantarum van Theophrastus
- Problemata van Alexander van Aphrodisias
- De instruendis aciebus van Aelianus
- De compositione verborum van Dionysius van Halicarnassus
- enkele  preken van Johannes Chrysostomus

Ook vertaalde hij Cicero's De senectute en Somnium Scipionis in het Grieks, met veel succes volgens Erasmus, met meer elegantie dan nauwkeurigheid, volgens het afstandelijkere oordeel van moderne geleerden. Hij was tevens de auteur van twee kleine verhandelingen, getiteld De mensibus en De origine Turcarum